# Szentistvánbaksa
Szentistvánbaksa község Borsod-Abaúj-Zemplén vármegyében, a Szikszói járásban.

## Fekvése
Szerencstől északnyugatra fekszik, a Hernád mentén. Lakott területe és közigazgatási területének túlnyomó része a folyó bal partján terül el, de mintegy 0,7 négyzetkilométernyi terület tartozik hozzá a jobb parti oldalról is.
A szomszédos települések: észak felől Nagykinizs, kelet felől Monok, dél felől Megyaszó, nyugat felől Aszaló, északnyugat felől pedig Halmaj.

### Megközelítése
Csak közúton érhető el, Hernádkércs-Nagykinizs vagy Megyaszó érintésével, a 3727-es úton.
Az ország távolabbi részei felől a legegyszerűbben a 3-as főúton vagy az M30-as autópályán közelíthető meg, halmaji letéréssel, Hernádkércsen keresztül.

## Története
Baksa és környéke ősidők óta lakott hely volt. A község fölött emelkedő dombháton még az 1800-as években két ősi halomban cölöpsírokat, s a község határában bronzkori leleteket is találtak. Nevét 1262-ben említették először az oklevelek, Baxaként.
A település Cuch fia Domokos várjobbágy birtoka volt, aki fiú örökös nélkül halt el.
1317-ben Károly Róbert király Cuch fia Domokos birtokát Zovárd nemzetséghez tartozó Oproud (dictus) István mesternek adományozta.
A 20. század elején Szentistvánbaksa Abaúj-Torna vármegye Gönczi járásához tartozott.
Az 1910-es népszámláláskor 584 lakosa volt, ebből 582 magyar volt. Ebből 122 római katolikus, 433 református, 19 izraelita volt.

## Közélete

### Polgármesterei
| Időszak   | Polgármester                 | Párt           |
| --------- | ---------------------------- | -------------- |
| 1990–1994 | Hornyák Sándor               | Agrárszövetség |
| 1994–1998 | Hornyák Sándor               | Agrárszövetség |
| 1998–2002 | Hornyák Sándor               | MSZP           |
| 2002–2006 | Ifj. Hornyák Sándor          | független      |
| 2006–2010 | Rontó István                 | független      |
| 2010–2014 | Rontó István                 | független      |
| 2014–2019 | Rontó István                 | független      |
| 2019–2022 | Rontó István                 | független      |
| 2022–2024 | Vizi Károlyné Horváth Mónika | független      |
| 2024–     | Vizi Károlyné Horváth Mónika | Fidesz-KDNP    |

A településen 2022. június 26-án időközi polgármester-választást és képviselő-testületi választást kellett tartani, mert a korábbi testület 2021. szeptember 14-én feloszlatta önmagát. A választáson a hivatalban lévő polgármester is elindult, de alulmaradt két kihívójának egyikével szemben.

## Népesség
A település népességének változása:
| Lakosok száma | 275  | 256  | 263  | 257  | 249  | 244  | 249  |
|               | 2013 | 2014 | 2015 | 2021 | 2022 | 2023 | 2024 |

2001-ben a település lakosságának 95%-a magyar, 5%-a cigány nemzetiségűnek vallotta magát.
A 2011-es népszámlálás során a lakosok 94,7%-a magyarnak, 6,9% cigánynak, 1,5% németnek mondta magát (5,3% nem nyilatkozott; a kettős identitások miatt a végösszeg nagyobb lehet 100%-nál). A vallási megoszlás a következő volt: római katolikus 17,2%, református 33,6%, görögkatolikus 1,5%, felekezeten kívüli 6,5% (40,5% nem válaszolt).
2022-ben a lakosság 91,2%-a vallotta magát magyarnak, 8,4% cigánynak, 2% németnek, 0,4% ruszinnak, 0,4% horvátnak, 2% egyéb, nem hazai nemzetiségűnek (8,8% nem nyilatkozott; a kettős identitások miatt a végösszeg nagyobb lehet 100%-nál). Vallásuk szerint 19,7% volt római katolikus, 35,3% református, 1,6% görög katolikus, 0,8% egyéb keresztény, 8% felekezeten kívüli (32,5% nem válaszolt).

## Nevezetességei
- Református templom.
- Halom
- Tátorján tanösvény

## Híres emberek
- Itt született 1812-ben vagy 1814-ben Keményffy József magyar és amerikai szabadságharcos.